# 점안기

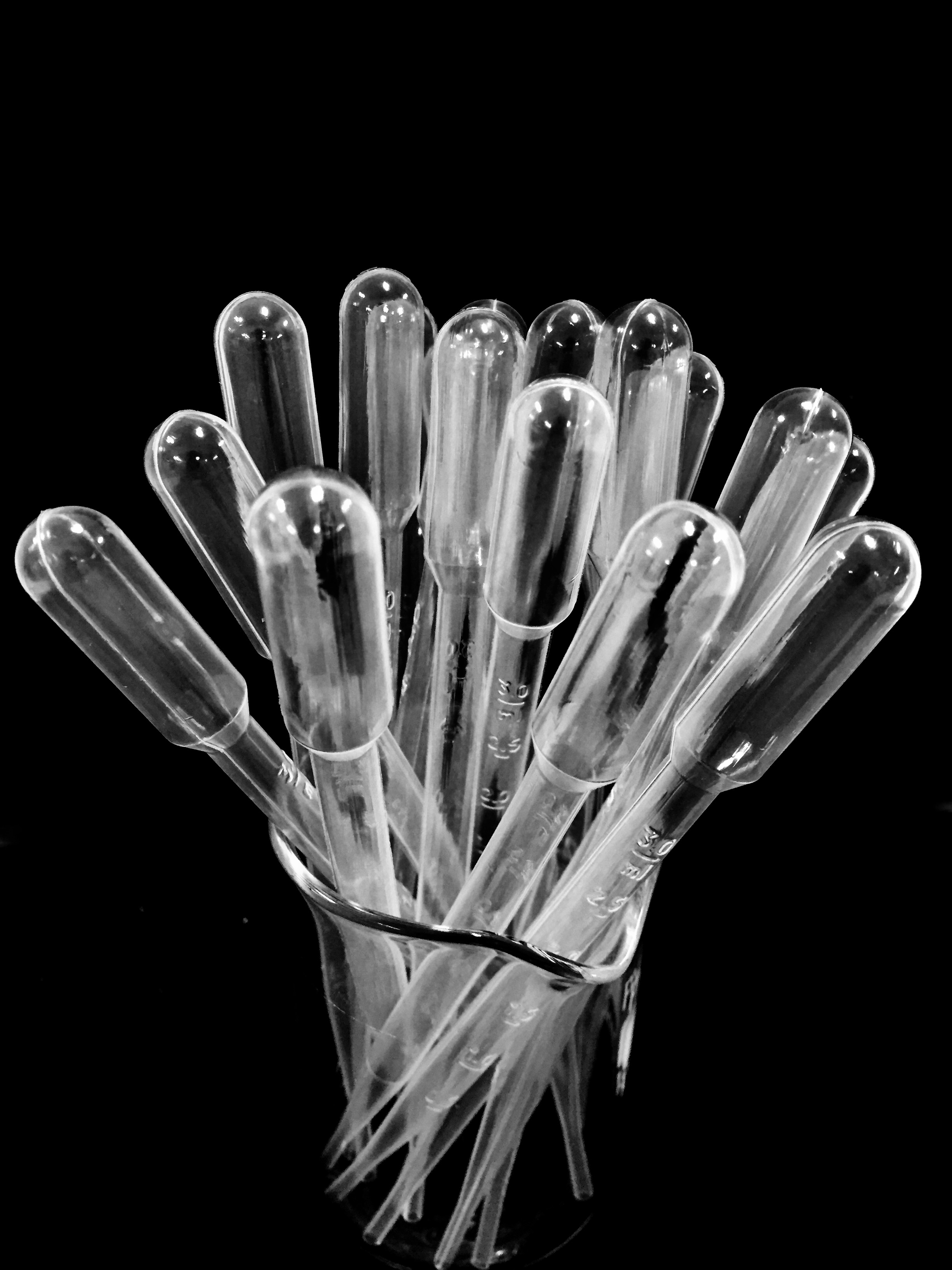
플라스틱 파스퇴르 피펫

점안기(點眼器), 아이 드로퍼(eye dropper) 또는 파스퇴르 피펫(Pasteur pipette)은 소량의 액체를 옮기는 데 사용되는 장치이다. 이는 실험실에서 사용되며 소량의 액체 의약품을 분배하는 데도 사용된다. 매우 일반적인 용도는 눈에 점안액을 주입하는 것이었다. 일반적으로 인식되는 형태는 좁은 끝으로 가늘어지는 유리관(피펫)이며 상단에 러버 벌브가 장착되어 있지만 플라스틱 및 유리 점적기의 다양한 스타일이 존재한다. 피펫과 러버 벌브의 조합은 티트 피펫(teat pipette)이라고도 한다. 파스퇴르 피펫이라는 이름은 프랑스 과학자 루이 파스퇴르(Louis Pasteur)가 연구 중에 광범위하게 변형을 사용했던 것에서 유래되었다. 과거에는 화학용액을 외부 환경에 노출시키지 않고 이송할 수 있는 장비가 없었다. 각 실험의 예상 결과를 얻으려면 화합물의 위생과 순도가 필요하다. 유리 및 플라스틱 유형의 점안기는 멸균할 수 있으며 피펫의 열린 끝 부분에 고무 전구로 막아 대기 오염을 방지할 수 있다. 일반적으로 일회용으로 사용할 수 있을 만큼 저렴한 것으로 간주되지만 유리 끝 부분이 깨지지 않는 한 점안기는 세척하여 무한정 재사용할 수 있다.

## 같이 보기
- 피펫